# Postcrossing

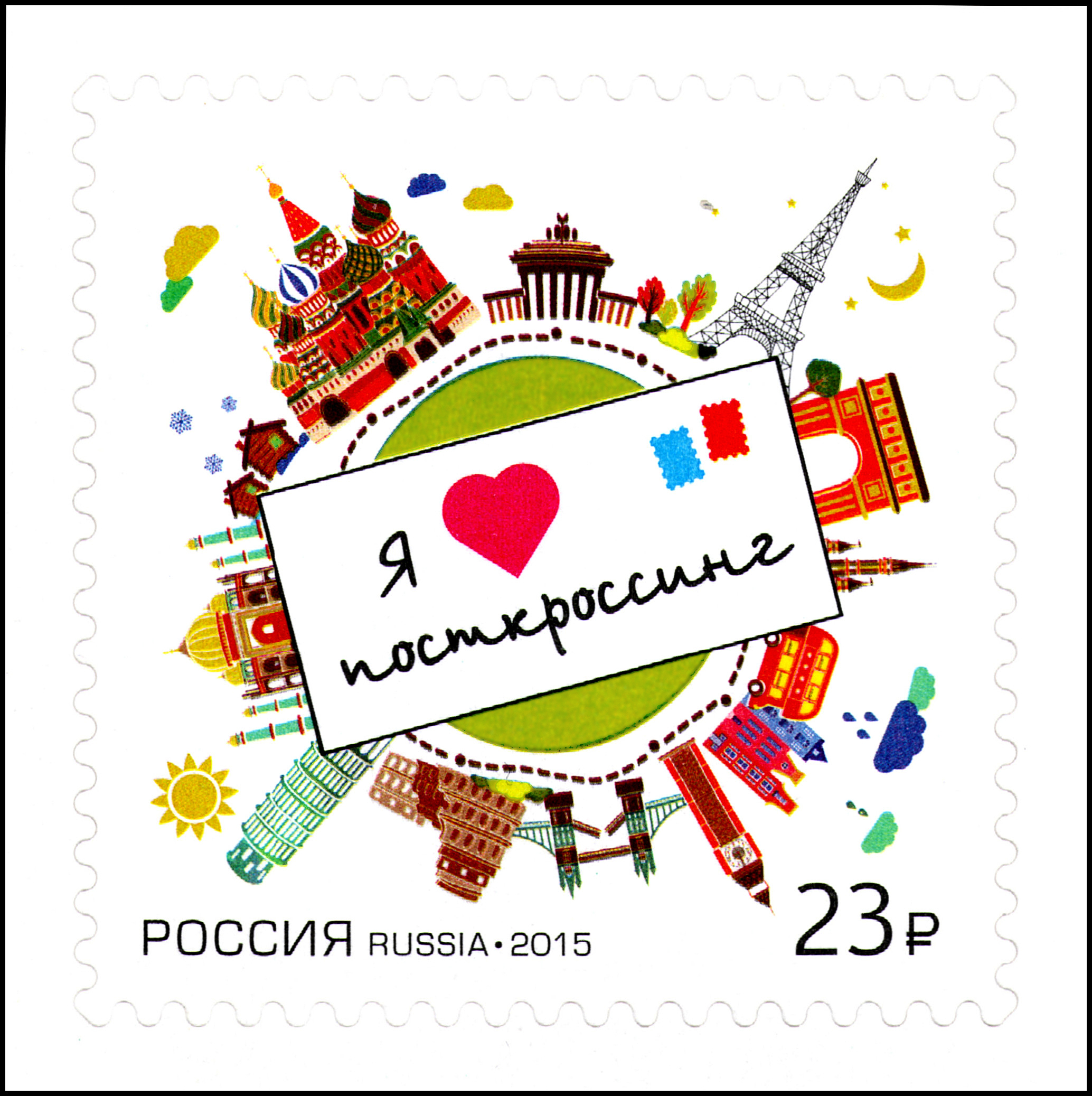
Rosyjski okolicznościowy znaczek pocztowy "Ja ♥ postcrossing"

Postcrossing – hobby i serwis społecznościowy, który umożliwia jego zarejestrowanym członkom wysyłanie i otrzymywanie pocztówek z całego świata. Strona internetowa redagowana jest w języku angielskim. Z reguły pocztówki również wypisywane są po angielsku, chyba że odbiorca zadeklarował znajomość innego języka, który zna także nadawca. Projekt zakłada, że za każdą wysłaną i zarejestrowaną kartkę użytkownik otrzymuje kartkę od kogoś innego.
Statystyki strony wskazują, że ponad 800 000 uczestników z 207 krajów wysłało ponad 60 000 000 pocztówek. Globalnie uczestnicy wysyłają obecnie ponad 700 pocztówek na godzinę. Najwięcej użytkowników mieszka w Rosji (13,7%), na Tajwanie (12,9%), w Chinach (9,2%), w USA (9,0%), Niemczech (7,2%), Holandii (5,1%) i w Polsce (4,2%). Z Polski wysłano ponad 1 890 000 pocztówek, tj. ok. 2,5% wszystkich wysłanych kartek pocztowych, co daje 11. miejsce na świecie pod względem liczby wysłanych pocztówek.

## Historia
Pomysłodawcą projektu jest Paulo Magalhães, który uruchomił stronę 14 lipca 2005 roku. Inicjatywa powstała jako hobby Magalhãesa, ale jej niespodziewany sukces pokazał, że zyskała o wiele większą popularność niż się spodziewał. Początkowo prowadził projekt przy użyciu starego komputera umieszczonego w domowej szafie, co szybko okazało się niewystarczające. Przekazywana z ust do ust idea rozprzestrzeniła się poza granice Portugalii, w której powstała.
Z czasem projekt zyskał uwagę mediów, co przyczyniło się do jego rozwoju i wzrostu popularności. Do 11 kwietnia 2008 roku członkowie społeczności wymienili pomiędzy sobą milion pocztówek, a z czasem projekt rozwija się coraz szybciej. Drugi milion zamknęła 26 lutego 2009 roku pocztówka wysłana z Niemiec do Norwegii. Trzeci 24 września 2009 pocztówka z Finlandii do Słowenii, a czwarty 28 marca 2010 pocztówka z Czech do Holandii.
14 czerwca 2010 roku Postcrossing.com uczcił piątą rocznicę założenia konkursem fotograficznym dla członków projektu. Niedługo potem, 24 sierpnia, osiągnął liczbę 5 000 000 wymienionych pocztówek kartką wysłaną przez włoskiego postcrossera z Wyspy Man do Tajlandii. 7 000 000 karta została wysłana 4 kwietnia 2011 z Chin i zarejestrowana 19 kwietnia w Holandii. 10 000 000 z Japonii do Niemiec zarejestrowano 27 stycznia 2012, 15 000 000 z Niemiec do Włoch 31 grudnia 2012. Obecnie w przez okres dwóch miesięcy rejestruje się 1 000 000 pocztówek.

## Opis działania
Głównym założeniem jest to, że jeśli jeden z zarejestrowanych członków wyśle pocztówkę, w zamian dostanie co najmniej jedną wysłaną do niego przez losowego postcrossera z dowolnego miejsca na świecie.
Aby zrobić pierwszy krok, należy poprosić o możliwość wysłania kartki klikając przycisk „Request”. Wówczas strona wyświetla (i jednocześnie wysyła e-mailem) adres innego postcrossera i numer identyfikacyjny pocztówki – „postcard ID”, np. US-787. Ten numer jest indywidualny i pozwala na odnalezienie jej w systemie. Następnie należy wysłać widokówkę pocztą na ten adres, wpisując na niej otrzymany numer identyfikacyjny. Kiedy dotrze ona do celu, adresat rejestruje ją w systemie używając numeru, który nadawca na niej umieścił. W tym momencie osoba, która wysłała pocztówkę, otrzymuje możliwość dostania nowej od jakiegoś innego postcrossera.
Na początku każdy członek może wysłać tylko pięć pocztówek. Za każdym razem, kiedy któraś z nich jest zarejestrowana, postcrosser ma prawo wylosować kolejny adres. Im więcej kartek wyśle, tym większa staje się dozwolona liczba wysyłanych naraz. System pozwala danym dwóm członkom wymienić się kartkami tylko raz. Domyślnie losuje się adresy osób pochodzących z innych krajów niż własny, użytkownik może jednak zmienić ustawienia i wysyłać widokówki również do mieszkańców swojego kraju. Niewielki odsetek kartek wysłanych pocztą gubi się gdzieś po drodze, inne docierają na miejsce z nieczytelnym numerem identyfikacyjnym i trudno je zarejestrować. Są również członkowie, którzy stają się nieaktywni, kiedy pocztówki są już do nich wysłane. System bierze pod uwagę wszystkie te czynniki i rekompensuje to aktywnym członkom: stara się zmniejszać różnicę pomiędzy liczbą kartek wysłanych i otrzymanych.